# Nordend
Pour les articles homonymes, voir Nordend (homonymie).
Le Nordend est un sommet du mont Rose, dans les Alpes valaisannes, culminant entre 4 608 et 4 610 m d'altitude, à la frontière entre la Suisse (canton du Valais) et l'Italie (Piémont).

## Géographie

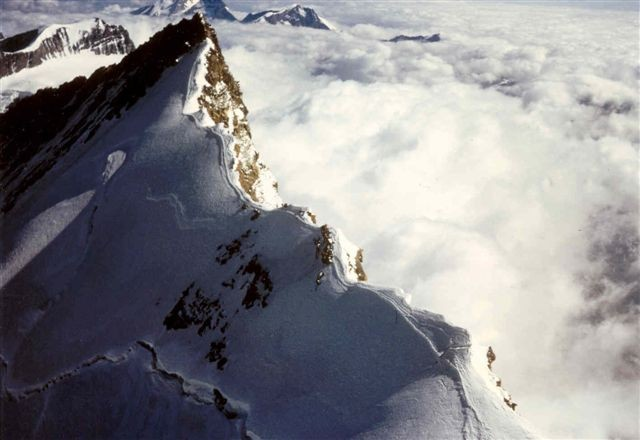
Vue du Nordend depuis l'arête sommitale de la pointe Dufour.

Le Nordend est le quatrième plus haut sommet des Alpes, selon les critères de l'Union internationale des associations d'alpinisme. Il s'agit du second plus haut sommet du massif du mont Rose, après la pointe Dufour (la pointe Dunant et le Grenzgipfel étant considérés comme de simples antécimes dépendant de la pointe Dufour en raison de leur hauteur de culminance limitée de 15 mètres). C'est le plus haut sommet de la province du Verbano-Cusio-Ossola, en Italie.
Le Nordend est le sommet le plus septentrional du massif du mont Rose.

## Ascensions notables
- 1984 - Première de la directissime du Linceul en face Est par Patrick Gabarrou et Christophe Viard les 18 et 19 juin.
- 1993 - Première hivernale de la directissime du Linceul en face Est par Stéphane Albasini et Christian Portmann le 5 février[4],[5].